# Josef Orth
Josef Orth (ur. 20 maja 1916, zm. ?) – czeski piłkarz występujący na pozycji obrońcy.

## Kariera klubowa
W trakcie kariery Orth grał w klubie 1. Čs. ŠK Bratysława.

## Kariera reprezentacyjna
W 1938 roku Orth został powołany do reprezentacji Czechosłowacji na mistrzostwa świata. Nie zagrał jednak na nich ani razu, a Czechosłowacja odpadła z turnieju w ćwierćfinale.